# Landtagswahl im Trentino 2008
Die Landtagswahl im Trentino 2008 fand am 9. November statt. Gewählt wurden die 35 Mitglieder des Trentiner Landtags (Consiglio provinciale) und der Landeshauptmann (Presidente della Provincia).

## Wahlergebnis
| Kandidaten                                                           | Kandidaten            | Stimmen | %    | Listen                         | Stimmen | %    | Mandate |
| -------------------------------------------------------------------- | --------------------- | ------- | ---- | ------------------------------ | ------- | ---- | ------- |
|                                                                      | Lorenzo Dellaigewählt | 185.046 | 63,9 | Partito Democratico            | 59.218  | 21,6 | 8       |
| Unione per il Trentino                                               | Lorenzo Dellaigewählt | 185.046 | 63,9 | 49.077                         | 17,9    | 6    |         |
| Partito Autonomista Trentino Tirolese                                | Lorenzo Dellaigewählt | 185.046 | 63,9 | 23.335                         | 8,5     | 3    |         |
| Federazione dei Verdi                                                | Lorenzo Dellaigewählt | 185.046 | 63,9 | 7.579                          | 2,8     | 1    |         |
| Italia dei Valori                                                    | Lorenzo Dellaigewählt | 185.046 | 63,9 | 7.474                          | 2,7     | 1    |         |
| Leali al Trentino                                                    | Lorenzo Dellaigewählt | 185.046 | 63,9 | 6.435                          | 2,3     | –    |         |
| Union Autonomista Ladina                                             | Lorenzo Dellaigewählt | 185.046 | 63,9 | 3.205                          | 1,2     | 1    |         |
| ↳ Gesamt                                                             | Lorenzo Dellaigewählt | 185.046 | 63,9 | 156.323                        | 57,1    | 20   |         |
|                                                                      | Sergio Divina         | 105.692 | 36,5 | Lega Nord                      | 38.533  | 14,1 | 6       |
| Il Popolo della Libertà                                              | Sergio Divina         | 105.692 | 36,5 | 33.597                         | 12,3    | 5    |         |
| Civica per Divina Presidente                                         | Sergio Divina         | 105.692 | 36,5 | 11.831                         | 4,3     | 1    |         |
| Valli Unite                                                          | Sergio Divina         | 105.692 | 36,5 | 5.846                          | 2,1     | –    |         |
| Partito Pensionati                                                   | Sergio Divina         | 105.692 | 36,5 | 3.597                          | 1,3     | –    |         |
| Fassa                                                                | Sergio Divina         | 105.692 | 36,5 | 1.669                          | 0,6     | –    |         |
| Fiamma Tricolore                                                     | Sergio Divina         | 105.692 | 36,5 | 1.652                          | 0,6     | –    |         |
| La Destra                                                            | Sergio Divina         | 105.692 | 36,5 | 1.643                          | 0,6     | –    |         |
| Inquilini Case Popolari                                              | Sergio Divina         | 105.692 | 36,5 | 1.375                          | 0,5     | –    |         |
| Autonomisti Popolari                                                 | Sergio Divina         | 105.692 | 36,5 | 802                            | 0,3     | –    |         |
| Mandate der Listengruppe                                             | Sergio Divina         | 105.692 | 36,5 | –                              | –       | 1    |         |
| ↳ Gesamt                                                             | Sergio Divina         | 105.692 | 36,5 | 100.545                        | 36,7    | 13   |         |
|                                                                      | Nerio Giovannazzi     | 8.399   | 2,9  | Amministrare il Trentino       | 4.429   | 1,6  | –       |
| Giovani per il Trentino                                              | Nerio Giovannazzi     | 8.399   | 2,9  | 2.716                          | 1,0     | –    |         |
| Mandate der Listengruppe                                             | Nerio Giovannazzi     | 8.399   | 2,9  | –                              | –       | 1    |         |
| ↳ Gesamt                                                             | Nerio Giovannazzi     | 8.399   | 2,9  | 7.145                          | 2,6     | 1    |         |
|                                                                      | Remo Andreolli        | 5.653   | 2,0  | Democratici per il Trentino    | 5.363   | 2,0  | –       |
|                                                                      | Agostino Catalano     | 3.354   | 1,2  | La Sinistra (PRC – SD)         | 3.190   | 1,2  | –       |
|                                                                      | Gianfranco Valduga    | 1.447   | 0,5  | Partito dei Comunisti Italiani | 1.372   | 0,5  | –       |
| Gesamt                                                               | Gesamt                | 289.598 | 100  |                                | 273.939 | 100  | 34      |
|                                                                      |                       |         |      |                                |         |      |         |
| Quellen: Provincia Autonoma di Trento: Kandidaten – Listen – Mandate |                       |         |      |                                |         |      |         |